# Journal of the History of Sexuality
Le Journal of the History of Sexuality est une revue académique à comité de lecture de sexologie créée en 1990 et publiée par l'University of Texas Press.
Le Journal of the History of Sexuality est indexé et résumé par Amérique: History and Life, Bibliography of the History of Art, Criminal Justice Abstracts, Current Contents / Social and Behavioral Sciences, Historical Abstracts, International Bibliography of Periodical Literature, MLA Directory of Periodicals, MLA International Bibliography et Social Sciences Citation Index. Selon le Journal Citation Reports, la revue a en 2013 un facteur d'impact de 0.487, la classant 10e sur 72 revues dans la catégorie « Histoire » et 102e sur 138 revues dans la catégorie « Sociologie ».